# 革镇堡站 (地铁)
革镇堡站位于辽宁省大连市甘井子区，是大连地铁2号线的一个车站，于2022年9月30日随2号线二期工程北段开通投入使用。

## 位置
革镇堡站位于甘井子区张前路与前进路路口北侧，车站主体结构沿张前路排布，共设3个出入口。

## 结构
革镇堡站为岛式站台地下站，B1层为站厅层，B2层为站台层，设有一组岛式站台。
| B1 | 站厅层             | 站厅、自动售票机                    |
| B2 | 轨道               | ← █ 2号线列车往后革（大连北站方向） |
| B2 | 岛式站台，开左边门 |                                     |
| B2 | 轨道               | █ 2号线列车往中革（海之韵方向）→    |

## 出入口
革镇堡站共设有3个出入口，A出入口位于张前路西侧，C及D出入口位于张前路东侧并分别位于前进路两侧，C出入口外设置无障碍电梯。
| 出口编号 | 出口指示 | 建议前往的目的地                           |
| -------- | -------- | ------------------------------------------ |
| 出口 · A |          | 张前路、前进路西段                         |
| 出口 · C |          | 张前路、前进路东段、中革村委会、中革幼儿园 |
| 出口 · D |          | 张前路、革镇堡商城                         |

## 附近公交线路
- 及  - 716、1106、1201、1202、1203、1122路公交车。